# 55543 Немеґейр
55543 Немеґейр (55543 Nemeghaire) — астероїд головного поясу, відкритий 8 грудня 2001 року.
Тіссеранів параметр щодо Юпітера — 3,314.